# A44 (Frankrijk)
De A44 is een idee voor een autosnelweg die de A6 bij Limonest met de A7 bij Vienne zou verbinden. De weg zou zo de westelijke rondweg van Lyon gaan vormen en zal in totaal ongeveer 50 km lang worden. Er zijn geen concrete plannen voor de realisatie van deze weg (in tegenstelling tot de A45 en A89 ten westen van Lyon). De A89 werd volledig uitgevoerd, de A45 werd geannulleerd.